# Marc-Antoine Huguet
Pour les articles homonymes, voir Huguet.
Marc-Antoine Huguet, né le 27 mars 1757 à Moissat-Haut, près de Clermont-Ferrand, fusillé le 9 octobre 1796 à Paris, est un homme d'Église et un révolutionnaire français.

## Carrière
Fils de Joseph Huguet, notaire royal, et de Julienne Dumas, Huguet entre dans les ordres dès sa jeunesse et devient curé de la paroisse de Bourganeuf, dans la Creuse. Favorable aux idéaux de la Révolution, il est élu membre de la municipalité de Bourganeuf et président du directoire de ce district en 1790, et les Amis de la Société et de la Constitution, société populaire de cette ville, le choisissent pour président. En tant que curé de Bourganeuf, il adhère à la Constitution civile du clergé, avant d'être élu le 9 mai 1791 évêque constitutionnel de la Creuse après la démission de Jean-François Mourellon,.

### Mandat à la Législative
La France devient une monarchie constitutionnelle en application de la constitution du 3 septembre 1791. En septembre 1791, Marc-Antoine Huguet est élu député de la Creuse, le septième et dernier, à l'Assemblée nationale législative. 
Il siège sur les bancs de la gauche de l'Assemblée. En juillet 1792, il dénonce Étienne de Joly, le ministre de la Justice. En août, il vote en faveur de la mise en accusation du marquis de La Fayette. Parallèlement à son mandat, il fréquente le club des Jacobins. 
La monarchie prend fin à l'issue de la journée du 10 août 1792 : les bataillons de fédérés bretons et marseillais et les insurgés des faubourgs de Paris prennent le palais des Tuileries. Louis XVI est suspendu et incarcéré avec sa famille à la tour du Temple.  

### Mandat à la Convention
En septembre 1792, Marc-Antoine Huguet est réélu député de la Creuse, le premier sur sept, à la Convention nationale.  
Il siège sur les bancs de la Montagne. Lors du procès de Louis XVI, il vote la mort, se prononce en faveur de l'appel au peuple, mais rejette le sursis à l'exécution. En avril 1793, il est absent au scrutin sur la mise en accusation de Jean-Paul Marat. En mai, il est également absent lors du scrutin sur le rétablissement de la Commission des Douze. En frimaire an II (décembre 1793), il abjure son titre d'évêque.  
En prairial an II (juin 1794), Huguet est envoyé en mission, aux côtés d'Antoine Chabanon dans les départements du Calvados et de la Seine-Inférieure afin d'assurer l'approvisionnement de la Convention en papier. À la fin de l'an II (septembre 1794), il est envoyé, aux côtés d'Augustin Chedaneau, dans les départements de le Charente, de la Haute-Vienne, du Puy-de-Dôme « et départements circonvoisins » pour s'occuper des papeteries.  
Après la chute de Robespierre, Huguet siège parmi les « derniers Montagnards » d'après l'historienne Françoise Brunel. Lors de l'insurrection du 12 germinal an III (1er avril 1795), alors que les anciens membres du Comité de Salut public (Bertrand Barère, Jacques-Nicolas Billaud-Varenne et Jean-Marie Collot-d'Herbois) sont décrétés de déportation, il harangue les insurgés : « Peuple, n'abandonne pas tes droits ! » Sur motion d'André Dumont, il est décrété d'arrestation. Aux côtés d'André Amar, de Léonard Bourdon, de Pierre Chasles, de René-Pierre Choudieu, de Pierre Joseph Duhem, d'André Foussedoire et Pierre-Charles Ruamps, il est emprisonné au fort de Ham dans la Somme. Il est amnistié à la clôture de la Convention.  
Sous le Directoire, Marc-Antoine Huguet est compromis dans l'affaire du camp de Grenelle. Il est arrêté  le 24 fructidor an IV (10 septembre 1796), jugé par une commission militaire, condamné à mort et fusillé aux côtés des anciens conventionnels Joseph-Marie Cusset et Claude Javogues. Sa veuve est enceinte à sa mort.  
Le 1er frimaire an VI (21 novembre 1797), le Journal de la Marne publie un entrefilet intitulé : « Cri de l'humanité ! » en faveur de celle-ci.

## Mandats de député
- Creuse : 3 septembre 1791-20 septembre 1792
- Creuse : 4 septembre 1792-26 octobre 1795

## Sources
- Adolphe Robert, Gaston Cougny, Dictionnaire des parlementaires français de 1789 à 1889, Paris, Bourloton, 1889, tome 3, de Hugues à Ichon, p. 371 à 380
- Ferdinand Hoefer (dir.), Nouvelle biographie générale depuis les temps les plus reculés jusqu'à nos jours, p. 466